# Origanum libanoticum
Origanum libanoticum är en växt i mejramsläktet som förekommer i Mellanöstern.
Arten är endast känd från några fyndplatser i Libanon. Den växer i bergstrakter mellan 1000 och 1800 meter över havet. Exemplaren ingår i gräsmarker, buskskogar och öppna skogar. De blir 30 till 60 cm höga. Växten hittas ofta bredvid Pinus brutia eller Cedrus libani.
Växten brukas i den traditionella medicinen. Den säljs även som prydnadsväxt. Beståndet hotas i viss mån av nya samhällen och vägar. IUCN listar arten som sårbar (VU).